# 夏勒 (愛荷華州)
夏勒（英語：Schaller）是一個位於美國愛荷華州索克縣的城市。

## 地理
夏勒的座標為42°29′50″N 95°17′39″W / 42.49722°N 95.29417°W，而該地的平均海拔高度為430米（即1411英尺）。

## 人口
根據2010年美國人口普查的數據，夏勒的面積為3.26平方千米，當中陸地面積為3.26平方千米，而水域面積為0.00平方千米。當地共有人口772人，而人口密度為每平方千米236人。